# Üttfeld

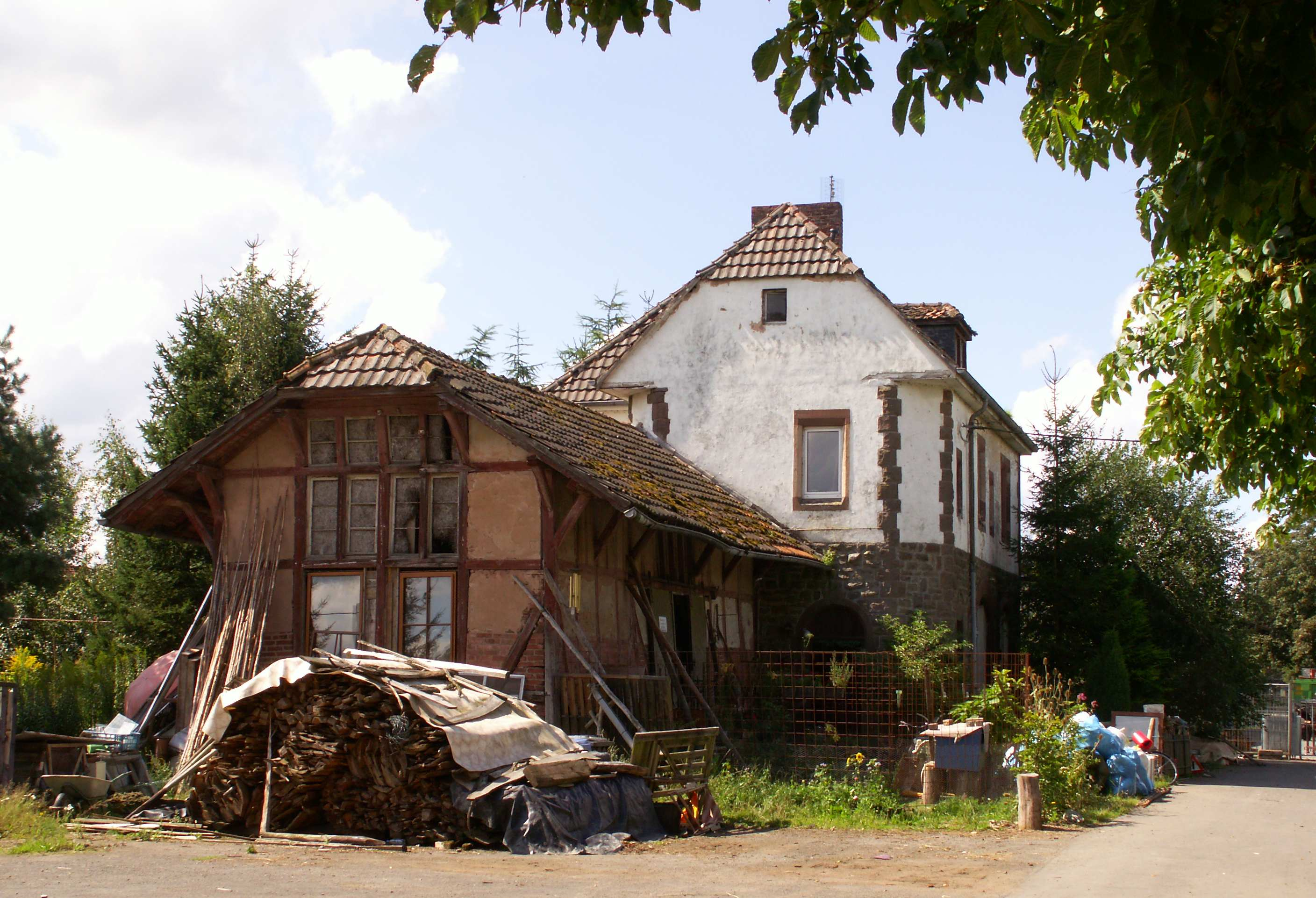
Der ehemalige Bahnhof der Westeifelbahn in Üttfeld-Bahnhof (2007)

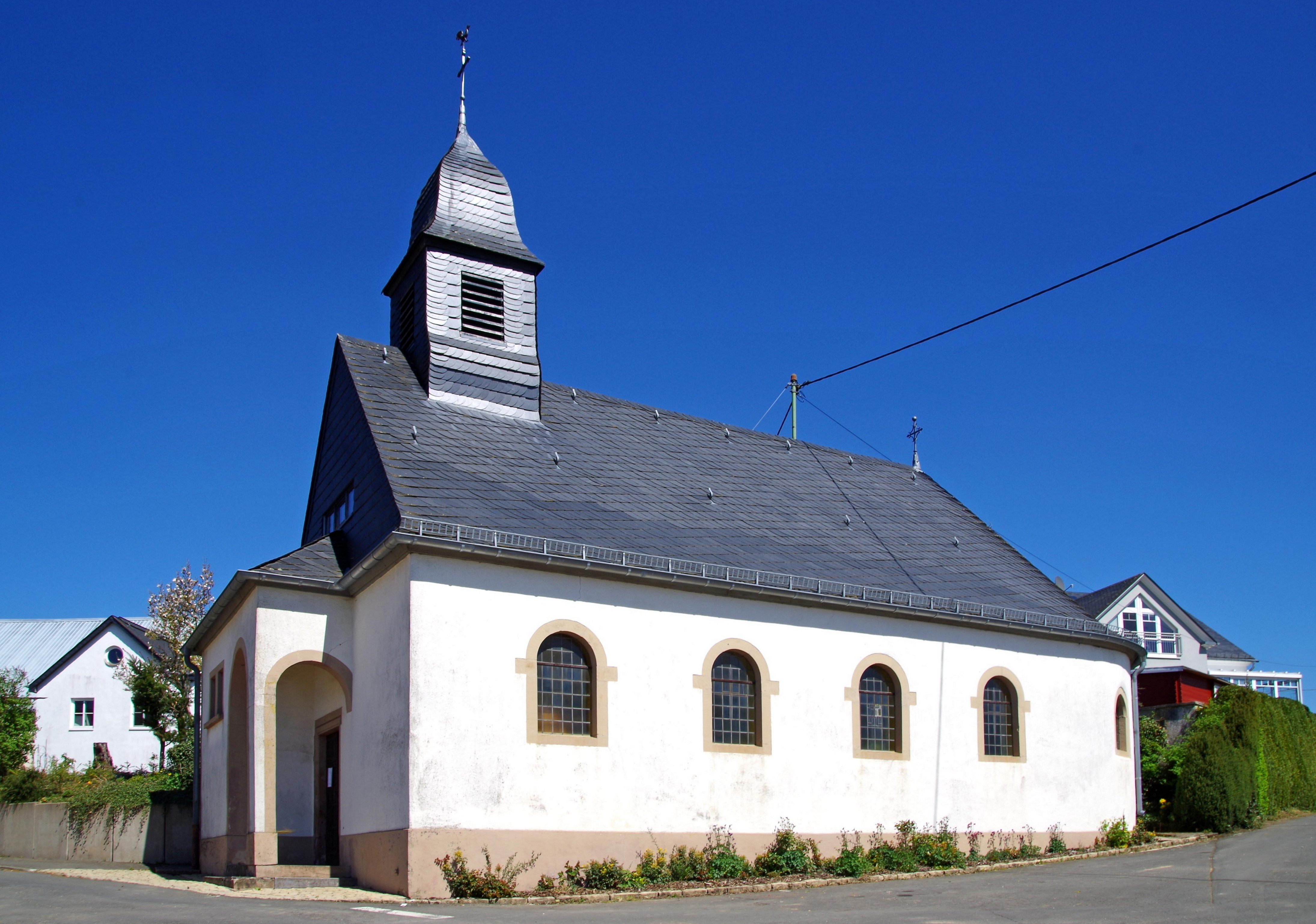
St. Ignatius (Niederüttfeld)

Üttfeld ist eine Ortsgemeinde im Eifelkreis Bitburg-Prüm in Rheinland-Pfalz. Sie gehört der Verbandsgemeinde Arzfeld an.

## Geographie
Üttfeld liegt sechs Kilometer nördlich von Arzfeld, das südlichere Niederüttfeld auf etwa 510 m ü. NHN und das nördlichere Oberüttfeld auf etwa 525 m ü. NHN. Nördlich der Ortschaft erhebt sich der Kemper Steinerich (562 m ü. NHN). Im Süden des Gemeindegebiets befindet sich der Ortsteil Binscheid oberhalb des Mannerbachs zwischen 445 und 485 m ü. NHN. Naturräumlich ist das zu rund 60 % landwirtschaftlich genutzte und in der Westeifel gelegene Gemeindegebiet zweigeteilt: der nordwestliche Abschnitt mit dem Hauptort lässt sich der Leidenborner Hochfläche zurechnen, der Südosten der Arzfelder Hochfläche.
Üttfeld grenzt (im Uhrzeigersinn) an die Ortsgemeinden Habscheid, Masthorn, Euscheid, Lichtenborn, Arzfeld, Reiff, Sengerich, Leidenborn und Kesfeld.
Üttfeld gliedert sich entsprechend der Gemarkungen der ehemaligen Gemeinden in vier Ortsteile:
| Gemarkung     | zugehörende Weiler und Wohnplätze                                                    |
| ------------- | ------------------------------------------------------------------------------------ |
| Binscheid     | Angertsseifen, Flachsberg, In der Dell, Kockelberg, Roder, Steinkaul, Suckt, Vennhof |
| Huf           | Hölzenkopp                                                                           |
| Niederüttfeld | Dromigt, Huchhemmel, Manner                                                          |
| Oberüttfeld   | Bahnhof Üttfeld, Deisterwald, Forsthaus Hofswald, Spielmannsholz                     |

## Geschichte

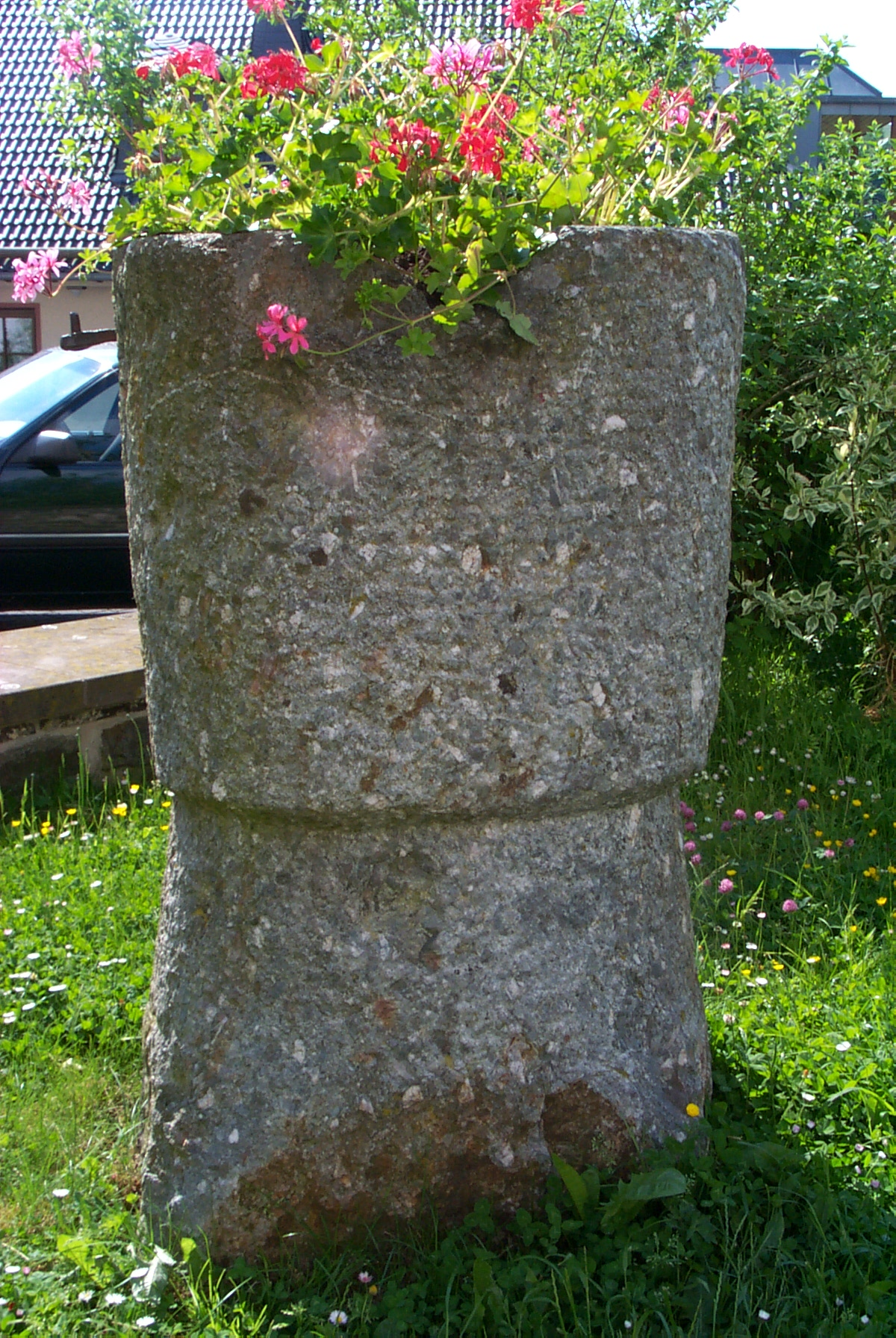
Romanisches Taufbecken aus christianisiertem Menhir

Alle Ortschaften in der heutigen Gemeinde gehörten vor 1794 zur Meierei Binscheid in der Herrschaft Dasburg, welche Teil des Herzogtums Luxemburg war. Im Jahr 1794 hatten französische Revolutionstruppen die Österreichischen Niederlande, zu denen das Herzogtum Luxemburg gehörte, besetzt und im Oktober 1795 annektiert. Die heute zu Üttfeld gehörenden Ortschaften wurden damit Teil der Französischen Republik (bis 1804) und anschließend des Französischen Kaiserreichs. Unter der französischen Verwaltung gehörte das Gebiet zur Mairie Eschfeld (Binscheid und Niederüttfeld) oder zur Mairie Lichtenborn (Huf und Oberrüttfeld) – beide Teil des Kantons Arzfeld, der verwaltungsmäßig dem Arrondissement Bitburg im Departement der Wälder zugeordnet war.
Nach der Niederlage Napoleons wurde 1815 aufgrund der Beschlüsse auf dem Wiener Kongress das vormals luxemburgische Gebiet östlich der Sauer und der Our dem Königreich Preußen zugeordnet. Unter der preußischen Verwaltung kamen Binscheid, Huf, Niederüttfeld und Oberüttfeld im Jahr 1816 zum neu gebildeten Kreis Prüm im Regierungsbezirk Trier, der ab 1822 zur preußischen Rheinprovinz gehörte. Aus den bisherigen Mairies wurden – zunächst unter Beibehaltung der bisherigen Verwaltungsgrenzen – preußische Bürgermeistereien. Binscheid und Niederüttfeld gehörten damit zur Bürgermeisterei Eschfeld, Huf und Oberrüttfeld zur Bürgermeisterei Lichtenborn.
Als Folge des Ersten Weltkriegs war die gesamte Region dem französischen Abschnitt der Alliierten Rheinlandbesetzung zugeordnet. Die Bürgermeistereien wurden 1927 in Amt umbenannt und gingen 1936 im Amt Daleiden-Leidenborn (Eschfeld) bzw. Amt Waxweiler (Lichtenborn) auf. Nach dem Zweiten Weltkrieg wurde der Ort innerhalb der französischen Besatzungszone Teil des damals neu gebildeten Landes Rheinland-Pfalz. Mit dem „8. Landesgesetz über die Verwaltungsvereinfachung im Lande Rheinland-Pfalz“ wurden die beiden Ämter Daleiden-Leidenborn und Waxweiler am 7. November 1970 zur heutigen Verbandsgemeinde Arzfeld fusioniert. Nachfolgend wurde die Gemeinde Üttfeld am 1. Juli 1971 aus den bis dahin selbständigen Ortsgemeinden Binscheid (damals 141 Einwohner), Huf (87), Niederüttfeld (98) und Oberüttfeld (222) neu gebildet.
Bevölkerungsentwicklung
Die Entwicklung der Einwohnerzahl von Üttfeld bezogen auf das heutige Gemeindegebiet; die Werte von 1871 bis 1987 beruhen auf Volkszählungen:
| Jahr | Einwohner |
| ---- | --------- |
| 1815 | 277       |
| 1835 | 289       |
| 1871 | 455       |
| 1905 | 524       |
| 1939 | 844       |

| Jahr | Einwohner |
| ---- | --------- |
| 1950 | 575       |
| 1961 | 527       |
| 1970 | 553       |
| 1987 | 528       |
| 1997 | 535       |

| Jahr | Einwohner |
| ---- | --------- |
| 2005 | 485       |
| 2011 | 434       |
| 2017 | 391       |
| 2023 | 392       |

## Politik

### Bürgermeister
Jutta Zils wurde am 2. Juli 2019 Ortsbürgermeisterin von Üttfeld. Bei der Direktwahl am 26. Mai 2019 war sie mit einem Stimmenanteil von 73,79 % gewählt worden. Sie wurde im Juni 2024 wiedergewählt.
Der Vorgänger von Jutta Zils, Horst Zils, wurde 2004 als Einzelbewerber mit 74,4 % der Stimmen zum Ortsbürgermeister gewählt. Er wurde 2009 und 2014 in seinem Amt bestätigt und übte es bis 2019 aus.

### Gemeindepartnerschaften
Mit der belgischen Gemeinde Mackenbach im belgischen Ourgrund bestehen freundschaftliche Beziehungen.

## Vereine
Am Ort bestehen der Musikverein Üttfeld und der Kirchenchor Üttfeld-Binscheid, die Freiwillige Feuerwehr sowie im Sportbereich der Sportverein Üttfeld, der in einer Spielgemeinschaft mit zwei weiteren Vereinen aus Lützkampen und Großkampenberg drei Herrenmannschaften (bis in die Bezirksliga West), eine Seniorenmannschaft und von F- bis A-Jugend durchgehende Jugendmannschaften unterhält.

## Wirtschaft und Infrastruktur

### Wirtschaft
Nach dem Eisenbahnanschluss im Jahr 1907 siedelten sich einige Handwerksbetriebe und ein Sägewerk im Bereich des Bahnhofs an, wodurch der Ortsteil Üttfeld-Bahnhof entstand. Der Bahnverkehr wurde 1969 (Personen) bzw. 1989 (Güter) eingestellt und die Trasse ist inzwischen Teil des Enztal-Radwegs, geblieben ist das Gewerbegebiet, in dem sich nun die vorhandenen Betriebe Üttfelds konzentrieren.

### Verkehr
In Üttfeld kreuzen sich die Landesstraßen 9 (Üttfeld–Heckhuscheid) und 15 (Lichtenborn–Leidenborn).